# Fake My Own Death
«Fake My Own Death» —en español «Fingir mi propia muerte»— es el sencillo promocional del sexto álbum de estudio de la banda canadiense Sum 41.  La canción fue lanzada como sencillo, junto con el acompañamiento de video musical, el 28 de junio de 2016, a través del canal oficial de Youtube, Hopeless Records. Es el primer sencillo de la banda desde el regreso del guitarrista Dave Baksh en 2015 y la salida del exbaterista Steve Jocz quien dejó el grupo en 2013.

## Vídeo musical
Fue dirigida por su colaborador habitual Marc Klasfeld, que también dirigió videos musicales de la banda de "Fat Lip", "In Too Deep", "We're All to Blame" y más. 
El vídeo muestra a la banda tocando en una azotea en el centro de Los Ángeles, con planos de la banda tratando de escapar de populares memes de Internet (del momento), así como figuras públicas de Internet, que les están atacando, y finalmente luchar contra ellos. Entre los memes y figuras públicas en los videos están Nyan Cat, Kim Kardashian posando desnuda, Miley Cyrus en una bola de demolición, los Angry Birds, Dux, Bill Cosby, Charlie Sheen, Shia LaBeouf como en su video motivacional, referencias a Guitar Hero, la Rana Gustavo, Bob Esponja, Trevor Philips de Grand Theft Auto V, Spider-Man y más. 
Es el primer vídeo de la banda con el guitarrista Dave Baksh desde de su regreso y el primer vídeo sin el baterista original Steve Jocz.

## Lista de canciones
| Digital download |                     |          |  |
| N.º              | Título              | Duración |  |
| 1.               | «Fake My Own Death» | 3:14     |  |